# Aeroportul Roundup
Aeroportul Roundup (IATA: RPX, ICAO: KRPX, FAA LID: RPX) este un aeroport din Montana, Statele Unite ale Americii ce deservește zona Roundup⁠(d). A fost numit după zona deservită.
Situat la o altitudine de 1.064 m, aeroportul dispune de 2 piste.

## Infrastructură

### Piste
Aeroportul dispune de 2 piste. Pista 07/25 are suprafața de asfalt și dimensiunile 5.099 picioare × 75 picioare. Pista 16/34 are dimensiunile 2.460 picioare × 100 picioare. 